# Iglesia de la Transfiguración del Señor (Artá)

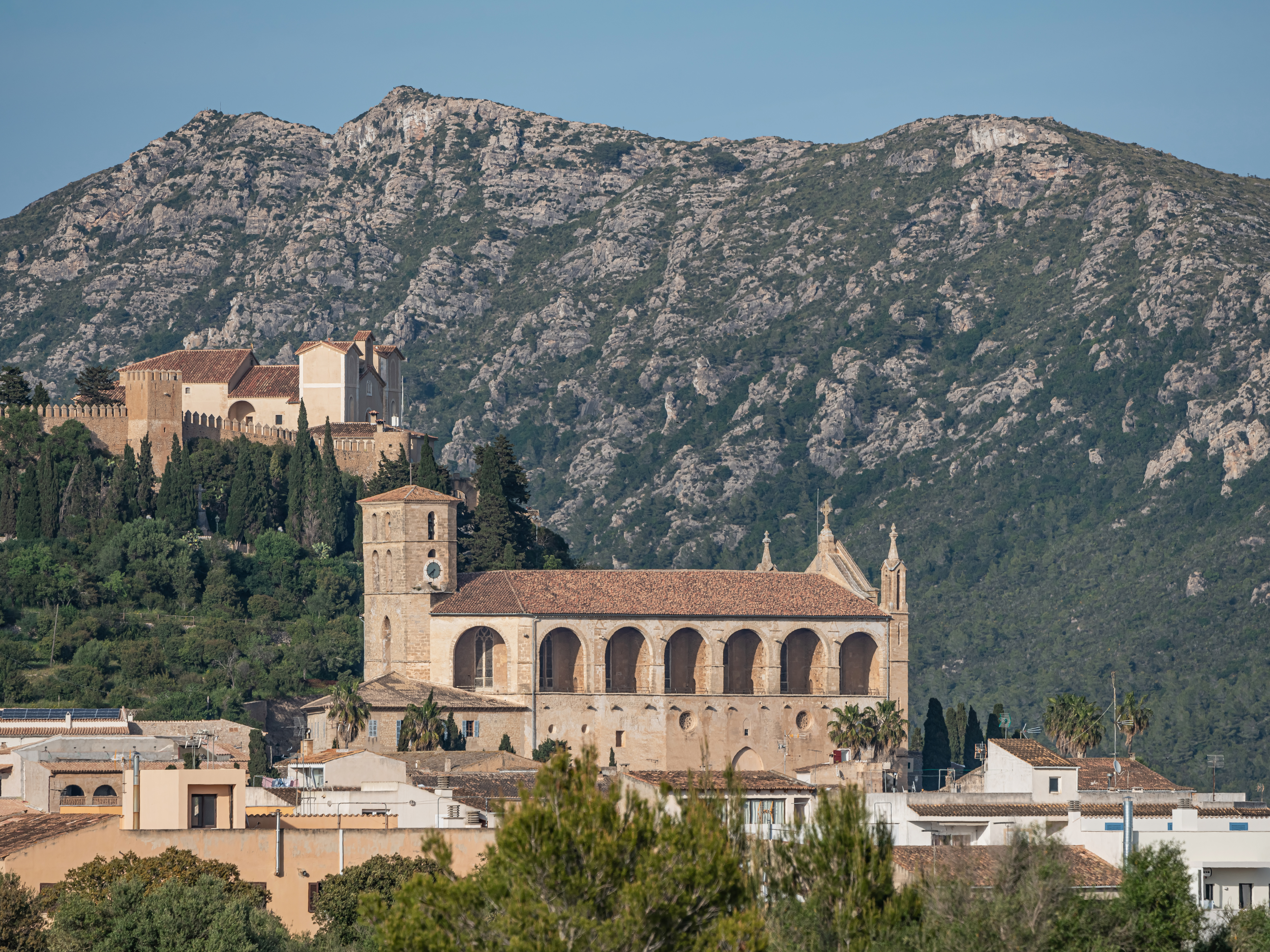
Iglesia de la Transfiguración del Señor en Artá

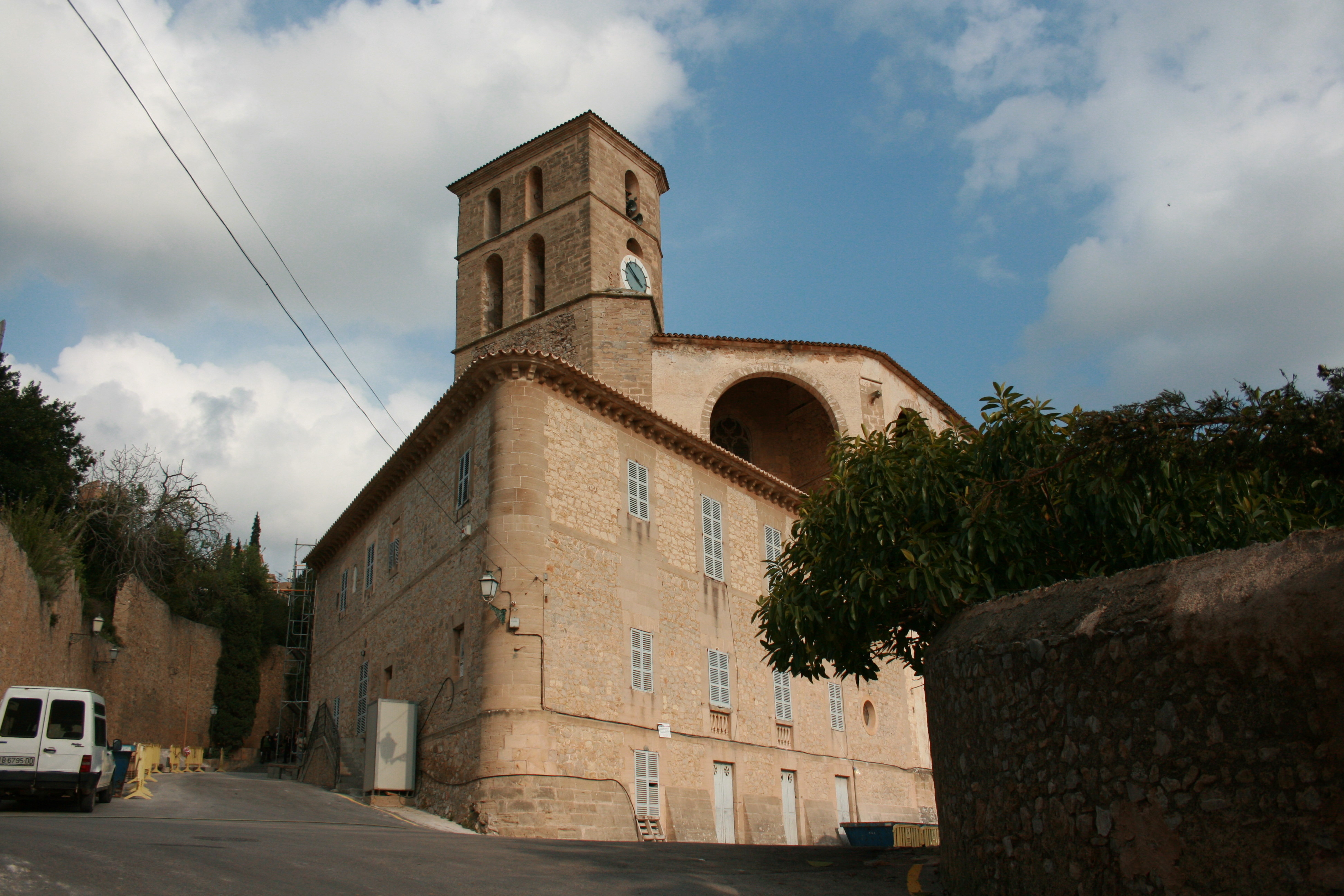
Vista desde el oeste

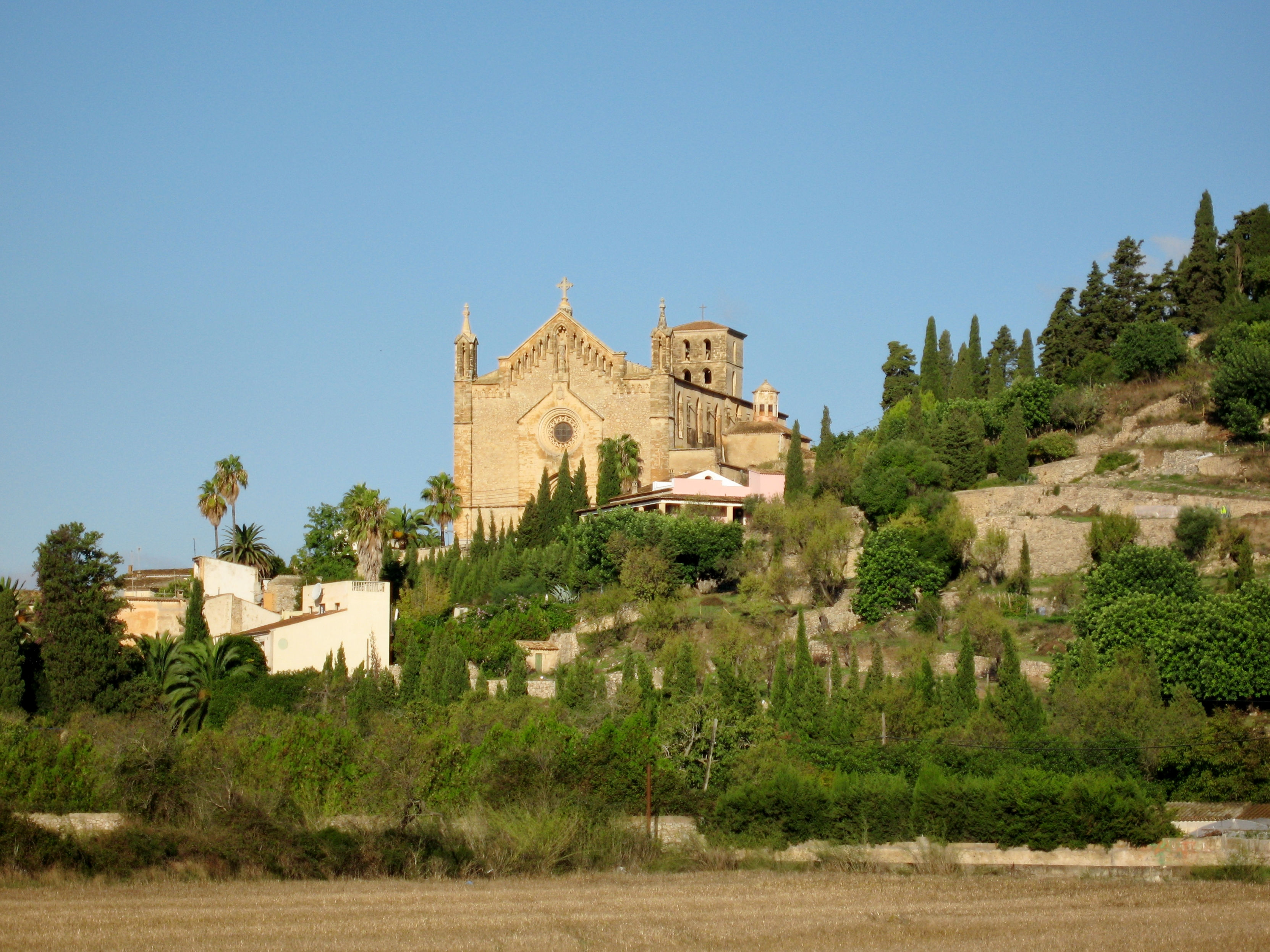
Vista desde el este

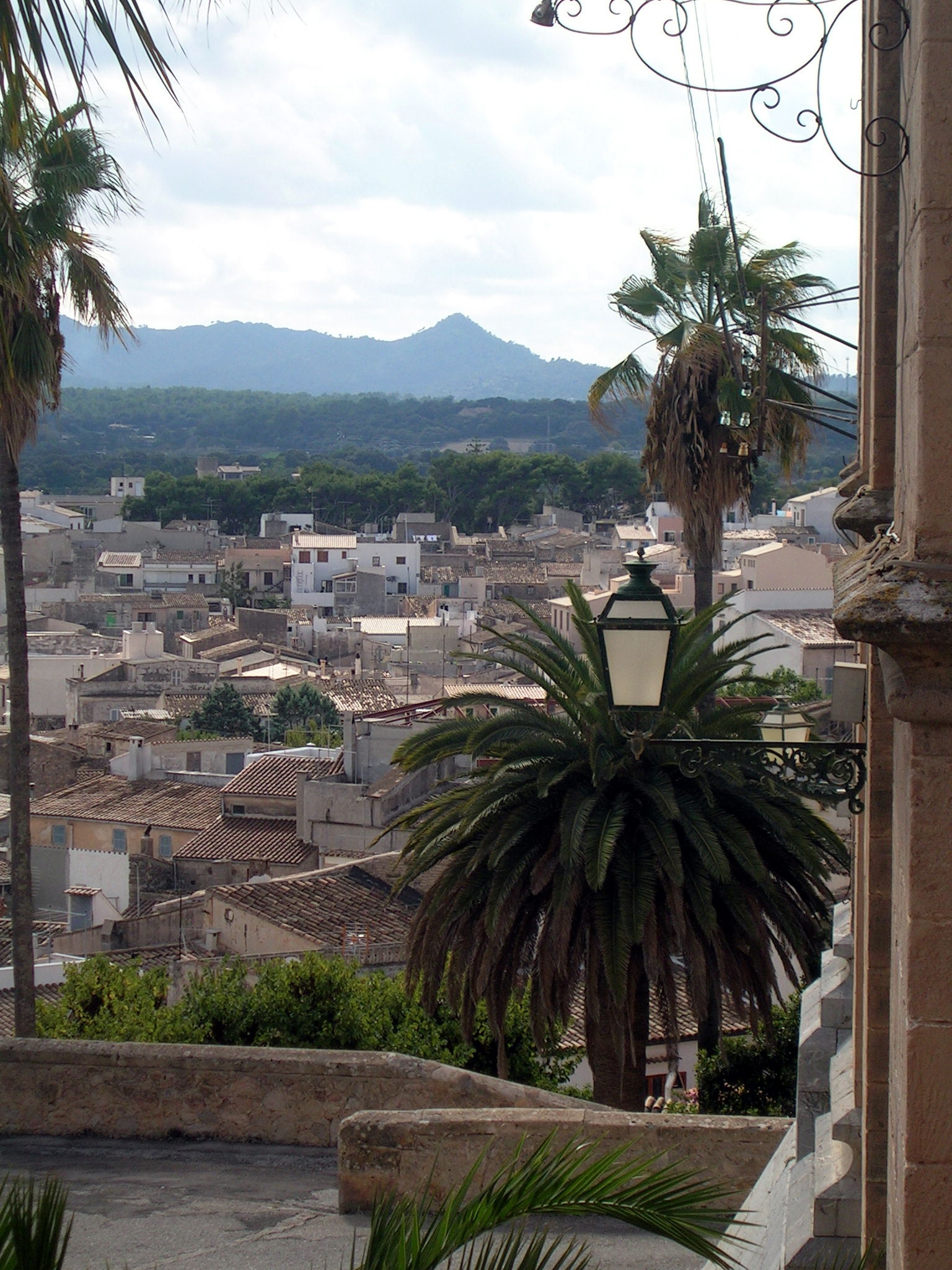
Vista de Artá desde la iglesia

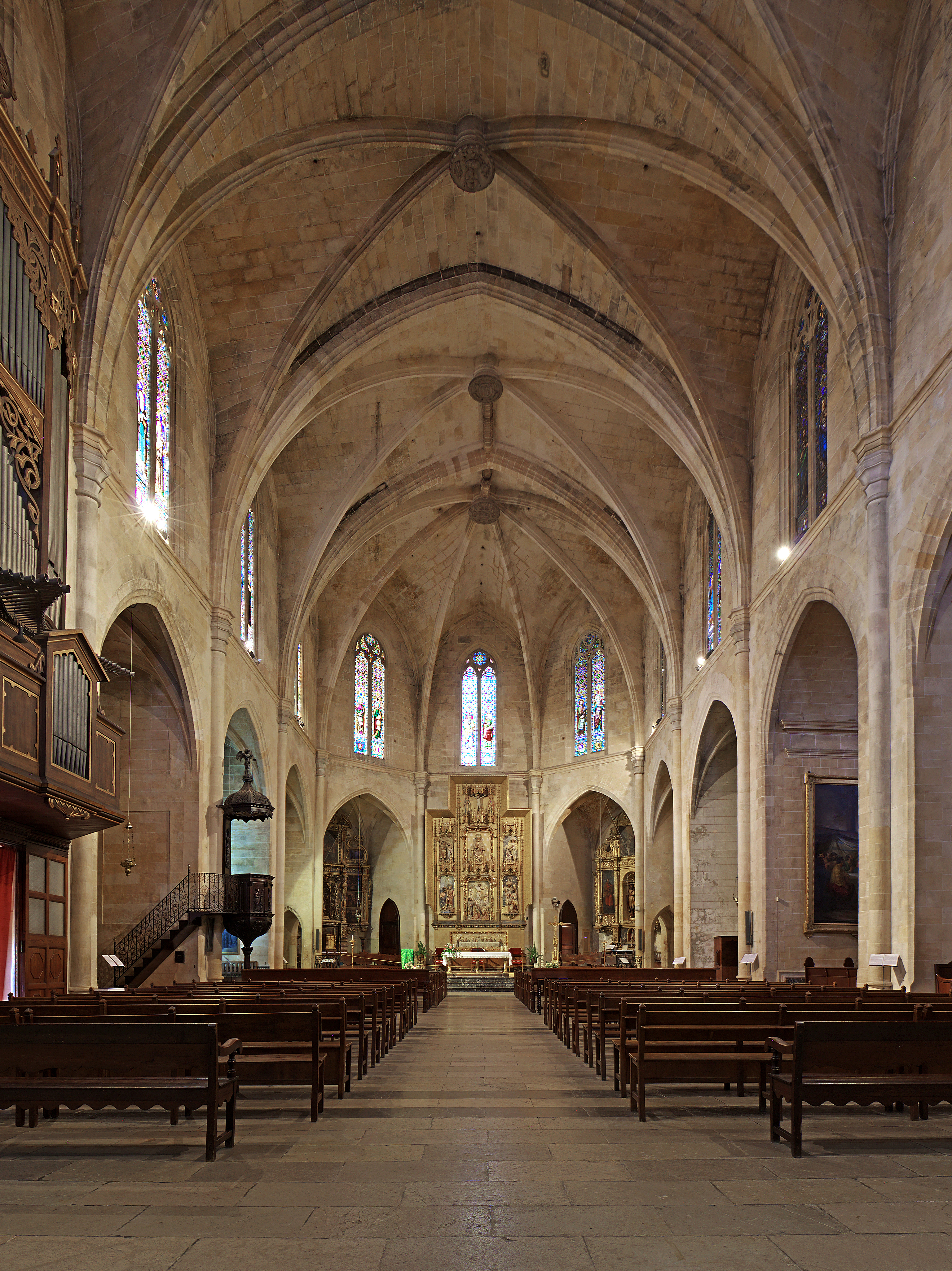
Interior. Vista del Altar Mayor

La Iglesia de la Transfiguración del Señor es una iglesia parroquial católica en el municipio mallorquín de Artá en las Islas Baleares en España. Está situado en el noreste de la isla de Mallorca.

## Arquitectura e Historia

### Edificio predecesor
La iglesia de una sola nave de hoy fue construida sobre una iglesia gótica ubicada en el mismo lugar. Después de la conquista del territorio de Artá por el rey cristiano Jaime I de Aragón el 31 de marzo de 1230, el rey consideró necesaria la construcción de una iglesia parroquial. El 24 de septiembre de 1240, la iglesia fue construida por el obispo Ramon de Torella - Ramon de Fraga , del monasterio de Bellpuig. Hasta 1425 la iglesia fue atendida y mantenida por el monasterio. El patrocinio pasó luego a la familia Vivot y luego a la familia Dameto. Las familias tenían el derecho de sugerir el sacerdote al frente de la iglesia. En 1952, Fernando Truyols devolvió este derecho. Fue dedicada a Santa María. El 14 de abril de 1248, la iglesia fue mencionada por el Papa Inocencio IV. En el siglo XVII, tuvo lugar una consagración del misterio de la Transfiguración del Señor.
A diferencia del edificio actual, el ábside apuntaba hacia el este. Con el tiempo, la iglesia se ha ampliado en diversas ocasiones.

### Construcción de la iglesia actual
En 1563, el obispo Diego de Arnedo ordenó la construcción de la nueva iglesia que existe en la actualidad. La construcción real comenzó en 1573, pero se prolongó durante siglos. La iglesia está parcialmente construida removiendo masas de tierra en la montaña. El ábside se completó en 1601. La bóveda de cruces en estilo gótico tardío fue creada en varias fase. La fase entre las Capillas del Sagrado Corazón y la Inmaculada se completó en 1756. Después de una inscripción fue un tercer arco abovedado CUALQUIER 1789terminó. Por las contribuciones financieras de los hermanos Francesc y Bartomeu Pujol, las bóvedas restantes se podrían construir hasta 1816. Una inscripción se refiere a esto. La construcción de la fachada de la iglesia se completó solo en la década de 1890. En 1896, la fachada frontal fue diseñada por B. Ferra. En la fachada lateral se encuentra en una orientación hacia el suroeste un inscrito en 1813 reloj de sol .
La iglesia tiene contrafuertes , que, típicos del gótico tardío en Mallorca, del mismo modo que el techo de la iglesia real están cubiertos con ladrillos. Por lo tanto, entre los contrafuertes, los espacios de media vuelta se extendieron, que se denominan localmente Terrades .
1900 fue una restauración de la iglesia. En el siguiente período se reabrieron las ventanas de ladrillo. En 1906, un ensayo barroco previamente usado del altar fue reemplazado por un nuevo ensayo. En 1922, la restauración se completó con una nueva pavimentación del suelo de la iglesia.
Las familias de larga data de Artá y los retornados de América fundaron vitrales de colores a principios del siglo XX. Las ventanas muestran al santo patrono de los donantes, los escudos familiares y los santos de Mallorca. Por encima del altar mayor, Moisés y Elías se muestran como testigos de la Transfiguración del Señor. El misterio de la transfiguración se muestra en la roseta.
El portal de la iglesia está ubicado en el lado este de la iglesia y es una de las partes más jóvenes del edificio. Una inscripción anual en el portal del portal menciona el año 1883. El portal también se conoce como el portal de las mujeres. Fuera del portal hay una figura de Jesús como Salvador del mundo. Debajo de la figura se encuentra el escudo de armas del Papa León XIII. para ver Sobre el portal se encuentra una placa conmemorativa de piedra de 1940, que recuerda el 700 aniversario de la iglesia parroquial.
Otro portal está ubicado en el lado sur y contrasta con el portal principal, también llamado portal de hombres. Este portal fue construido en el siglo XVIII en lugar de una capilla. Sobre el portal hay un órgano construido en 1850 por Antoni Portell .
A la izquierda del portal principal se encuentra la fuente bautismal. Fue realizado en 1672 a partir de una sola piedra.

### Capillas laterales
En los laterales de la nave hay 13 capillas.

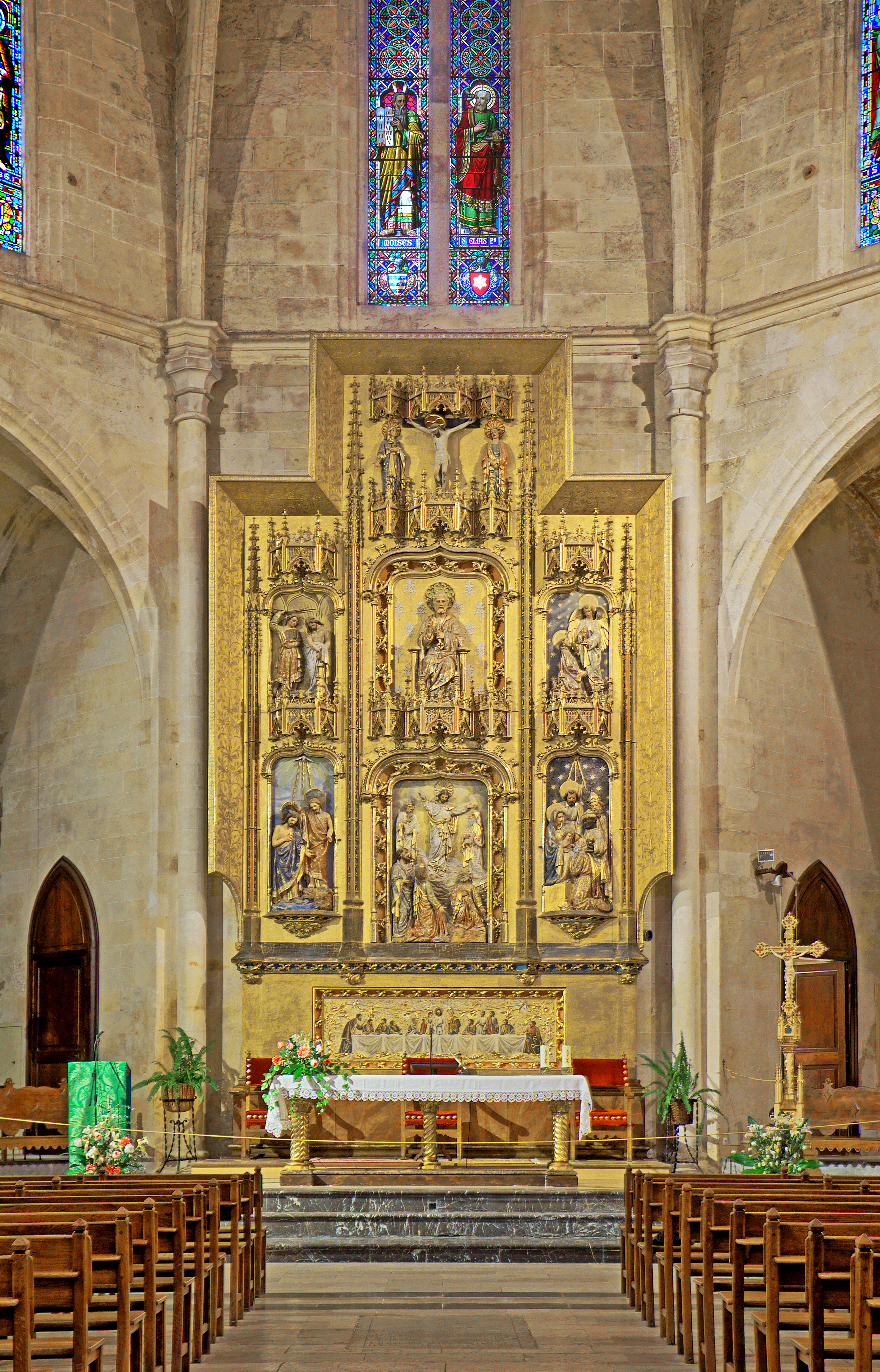
Altar Mayor
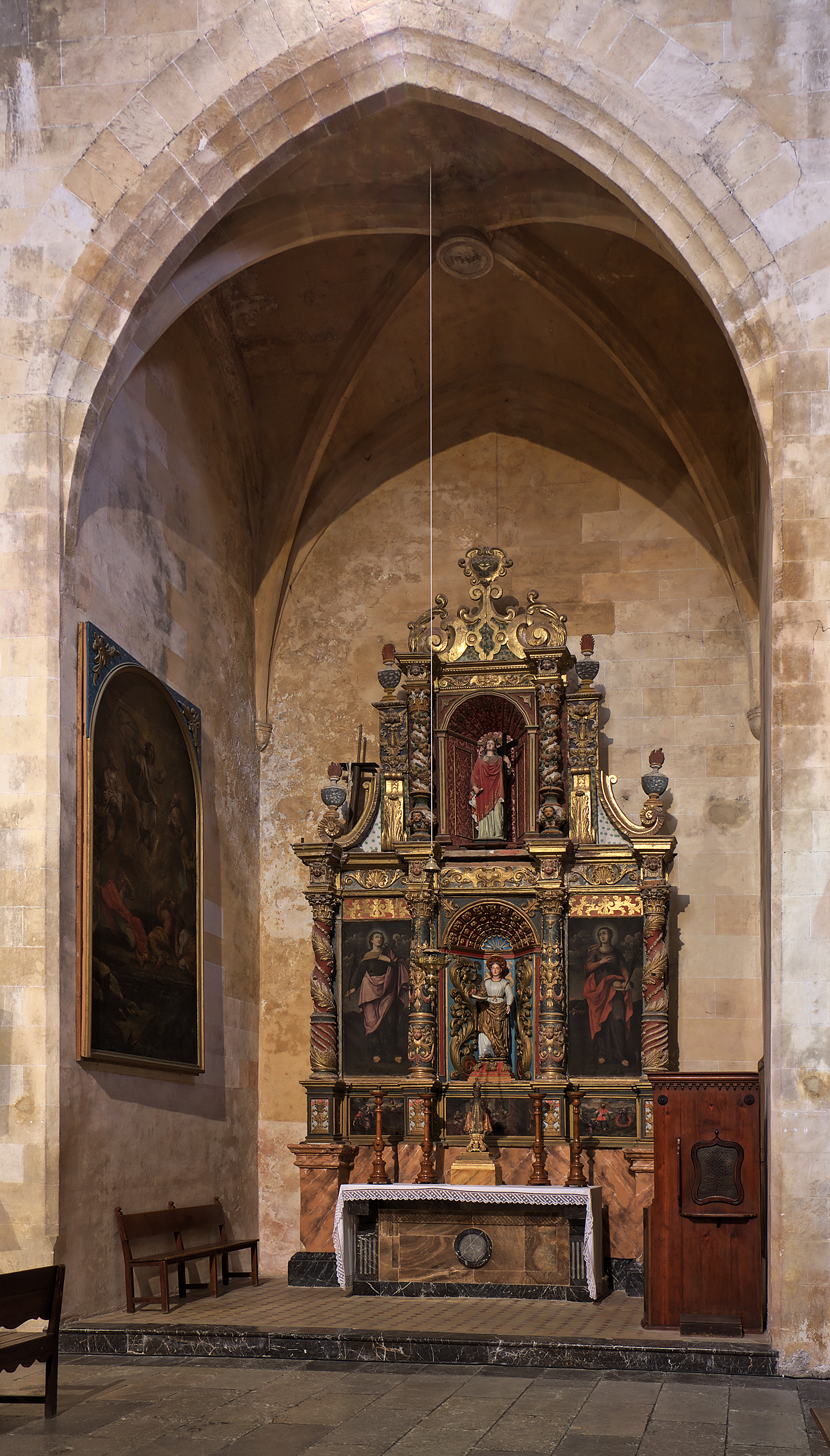
Capilla de Santa Lucía
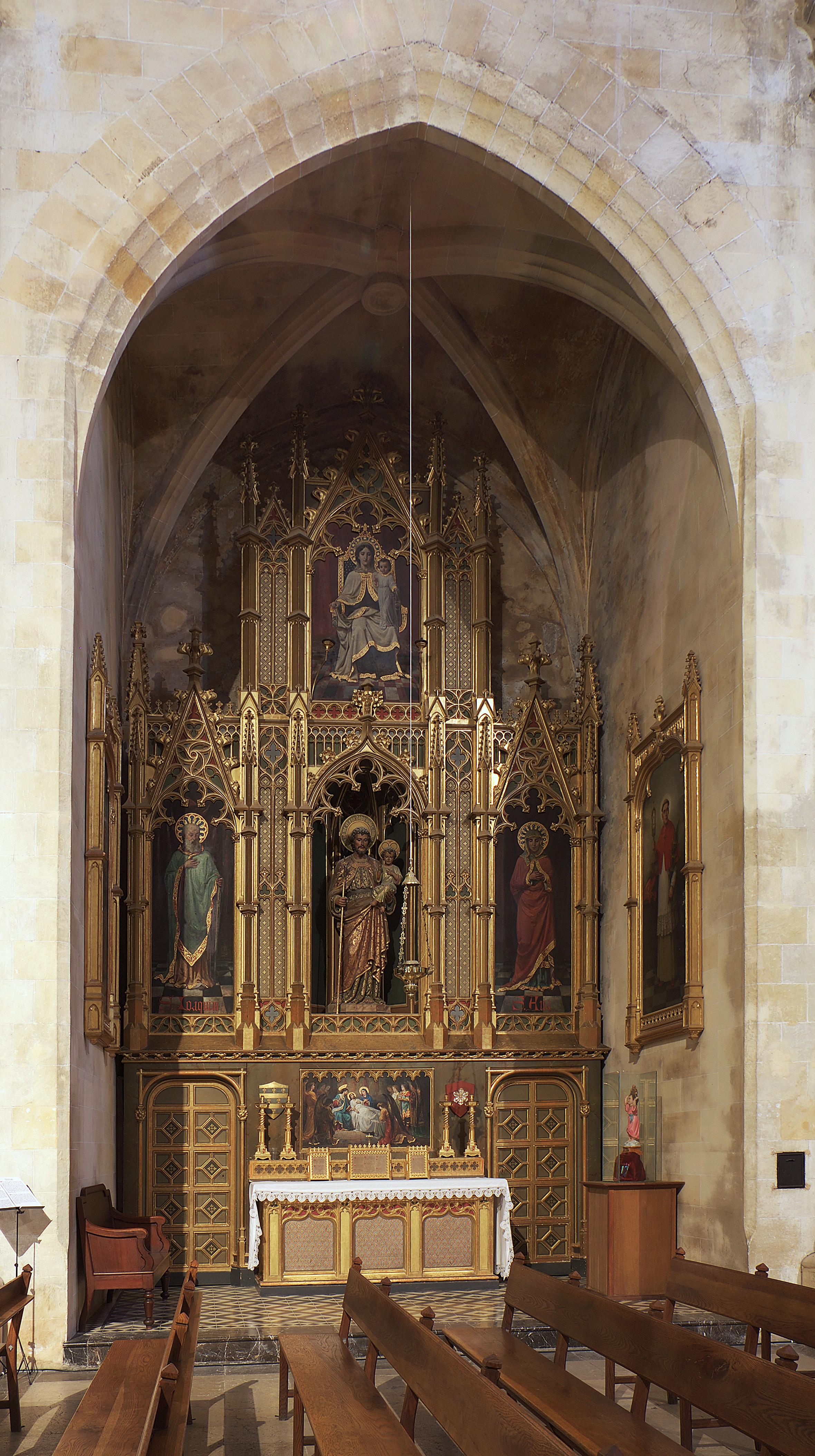
Capilla de San José
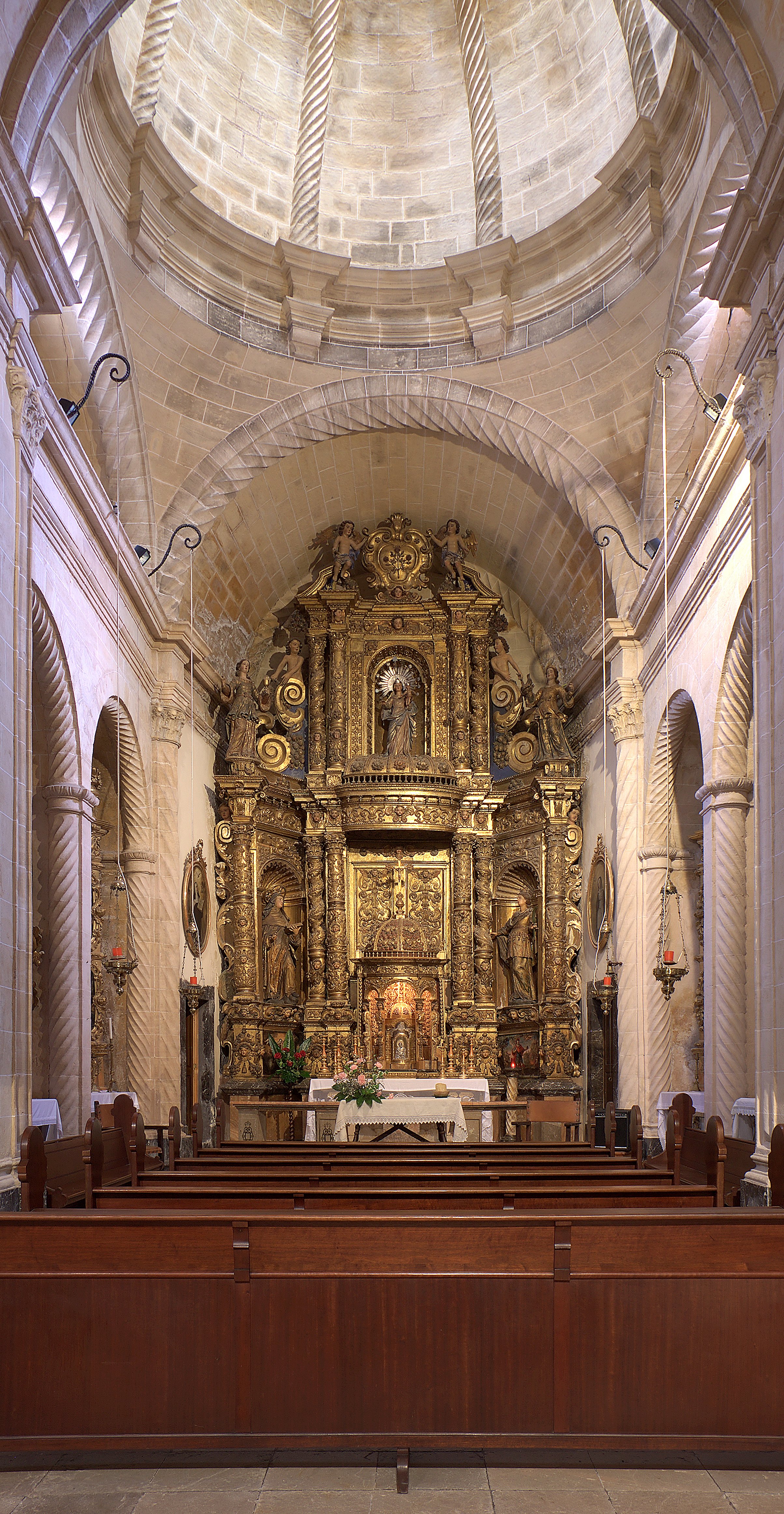
Capilla del Rosal
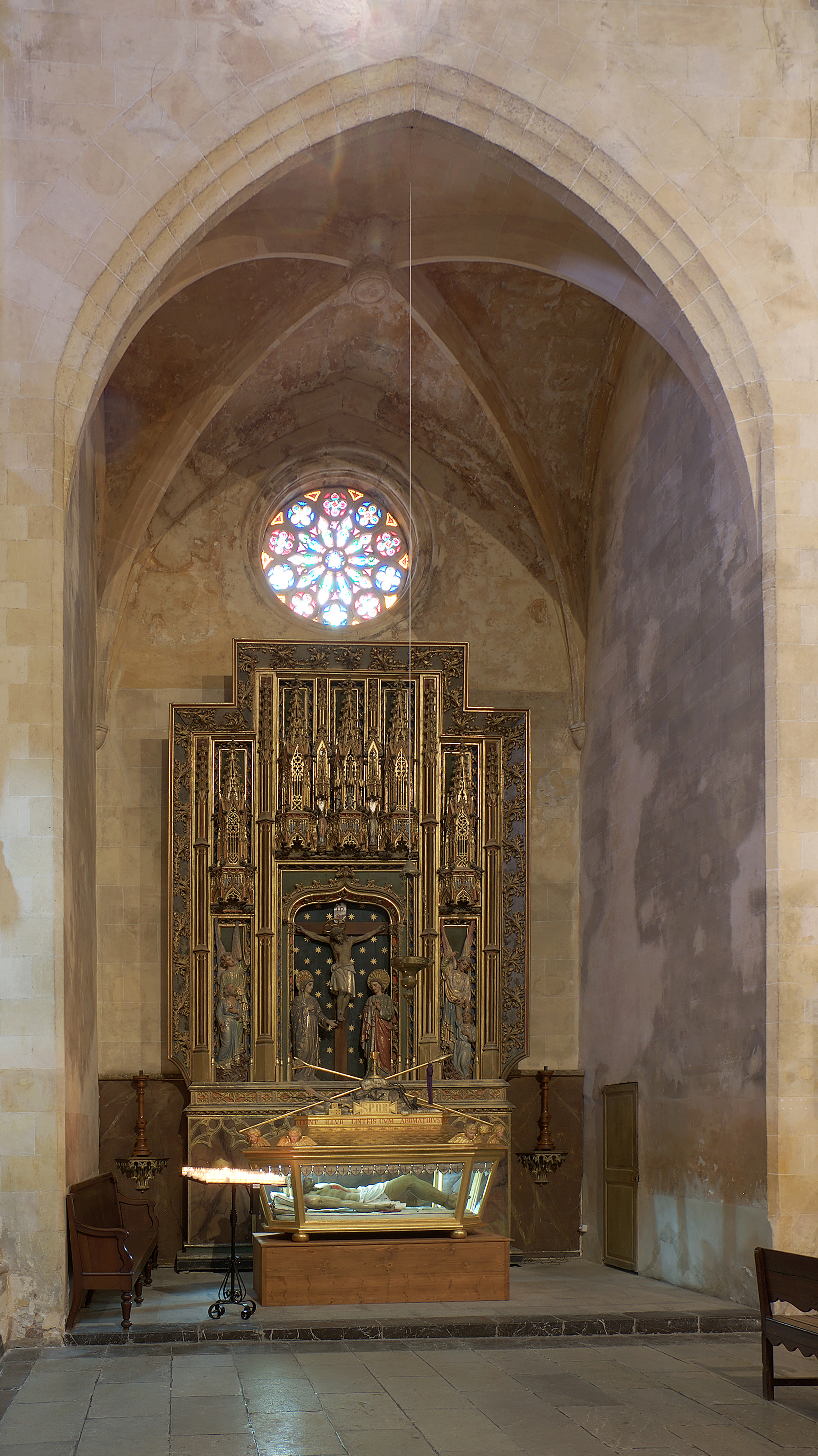
Capilla de las Almas
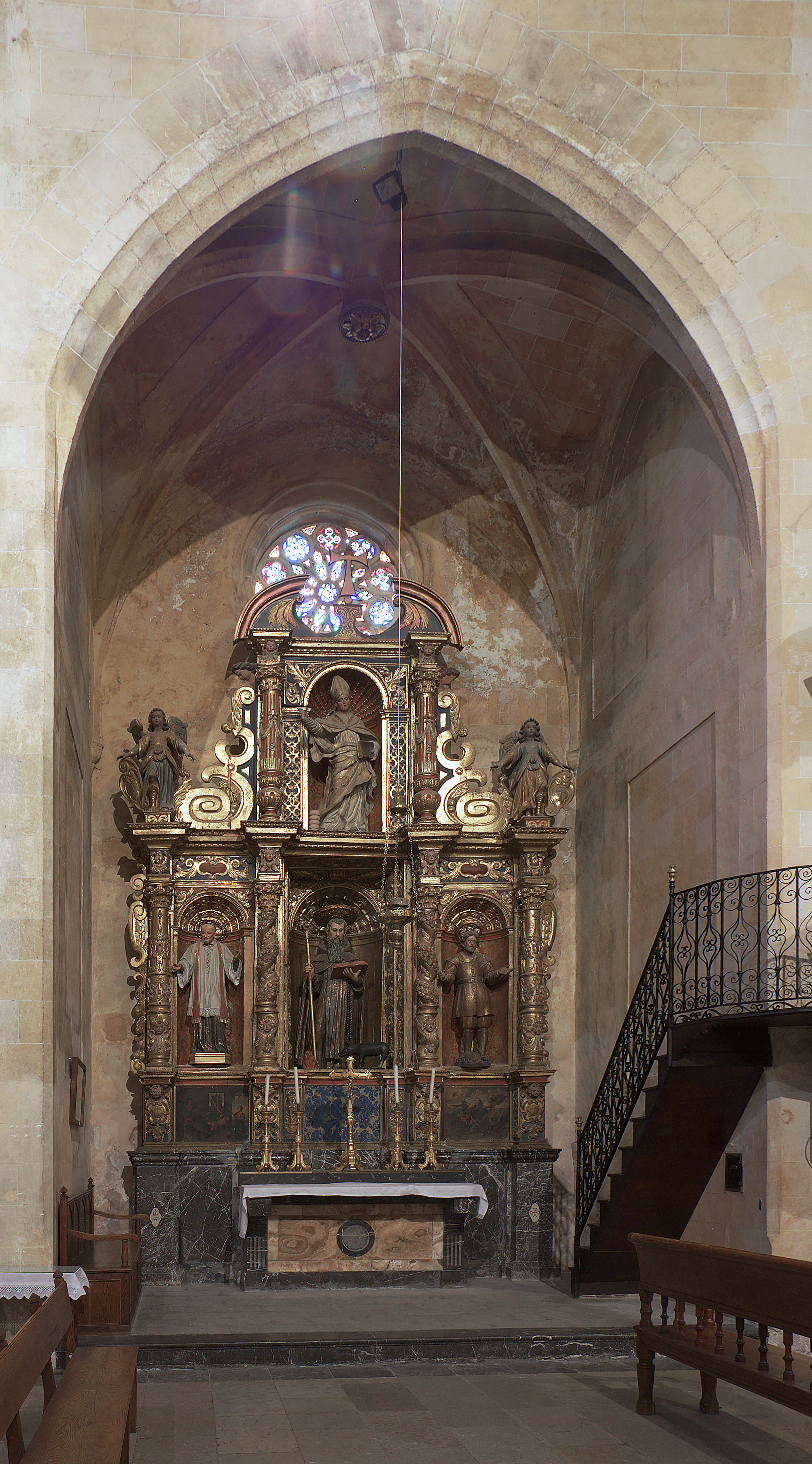
Capilla de San Antonio Abad

#### Capilla de San Antonio de Padua
La primera capilla del portal principal del este se encuentra en el lado derecho de la capilla de San Antonio de Padua, donde se crea la escena de la natividad . La capilla alberga un retablo que representa a los santos, que puede haber sido originalmente parte de un retablo barroco.

#### Capilla de Santa Lucía
Al oeste de ella está la capilla de Santa Lucía. Mientras que el altar fue construido en el siglo XIX por ermitaños , el retablo se remonta a finales del siglo XVI / principios del XVII. En medio del ensayo se muestra Santa Lucía. A la izquierda de ella hay una representación de Santa Apolonia, a la derecha de Santa Inés. Arriba está representada la santa helena. En el altar en el medio hay una representación de Santa Cecilia, mientras que a la derecha y la izquierda de ella se muestra el martirio de Santa Lucía. En el lado occidental de la capilla hay una pintura que representa la Transfiguración del Señor, que originalmente estaba en el centro del altar mayor de la iglesia. Es una copia de una obra correspondiente.Transfiguración por Rafael .

#### Capilla de San José
La Capilla de San José tiene un retablo neogótico donado por las familias Font dels Olors y Olesa. El escultor Guillem Galmescreó la estatua de San José en la capilla. En el lado están las representaciones de los padres de María, Santa Ana y San Joaquín. La parte superior muestra una representación de la Virgen del Carmelo . En la parte inferior hay una imagen creada en 1887 por Salvador Torres que representa la muerte de San José. Las imágenes de la pared lateral derecha e izquierda representan a San Onofre y San Ramón Nonato . Las dos pinturas fueron hechas por Vicenc Furio Pintado 1929 y 1917 respectivamente.

#### Capilla del rosal
La gran capilla del rosal se construyó a finales del siglo XVII y tiene elementos del barroco con su cúpula y columnas . Sale de la nave hacia el norte y tiene dos capillas laterales separadas, izquierda y derecha. A la izquierda y derecha de la entrada a la capilla hay imágenes que muestran el lavado de los pies de Jesús o la instalación de la Eucaristía.
El retablo en la capilla fue creado por Jaume Llull en el estilo del Churriguerismus , por lo que las figuras no se originan en Llull. La parte superior muestra la Virgen de la Reserva de la Rosa. Una figura en el lado izquierdo simboliza la fe, una en el derecho la esperanza. En la parte inferior hay representaciones de Santa Catalina de Siena y Santa Juliana de Falconieri . Dos pinturas debajo de las figuras representan a San Poncio de Cimiez y San Bernardo de Clairvaux . Dos pinturas ovaladas, izquierda y derecha, representan a Santa Teresa y Santa Catalina ThomasCreado por Agusti Buades . El tabernáculo está cubierto con una vieja cúpula de la pila bautismal.
La primera capilla lateral de la Rosenstockkapelle a la derecha está dedicada a la Virgen de la Soledad y se basa en una donación del músico Joan Massanet. Una pintura en el centro muestra a la Virgen de la Soledad. Está flanqueado por una representación de la crucifixión de Jesús a la izquierda y la caída de Jesús en el camino a Gólgota a la derecha. Sobre ella se muestra el entierro de Jesús.
La segunda capilla lateral se consagró por primera vez a San Francisco Javier, que era considerado la patrona de las mujeres de la familia Quetgles en la calle Abuerador. Sin embargo, la fundación más tarde llegó a la familia Massanet. Hoy la capilla está dedicada al corazón de María. La pintura del medio de la capilla también muestra la Hert Maria. En el lado izquierdo está flanqueado por imágenes de San Pedro y Santo Domingo, en el lado derecho de San Bartolomé y Santa Victoria. Arriba hay una foto de San Francisco de Asís .
En el lado derecho hay una pequeña sacristía .
La primera capilla en el lado izquierdo de la Capilla de la Reserva de las Rosas es la Capilla de la Presentación de Jesús en el Templo. La capilla fue fundada en 1878 por la familia Sancho Morey. A través de la fundación, la familia adquirió el derecho a una tumba dentro de la iglesia de la dinastía de Sanchos de la Jordana. En la capilla hay una pintura que representa la ofrenda de Jesús. A la izquierda está Santa Ana, a la derecha Santa Margarita. Arriba hay una foto de San Pedro.
La segunda capilla a la izquierda es una donación de la familia Son Morey. Está dedicado al corazón de Jesús. La fundación más tarde pasó a la familia Morey y Blanquer. De acuerdo con la fundación familiar, las fotos en la capilla muestran a los santos patrones de la familia. A la izquierda hay representaciones de San Inés y San Francisco Romana, a la derecha el apóstol Santiago y la Virgen La divina Pastora, la divina pastora . En el fondo del altar se encuentra San Alonso Rodríguez y sobre ella la santa Coloma.

#### Capilla del Corazón de Jesús
Al oeste de la Capilla Rosenstock se encuentra la Capilla del Corazón de Jesús. Inicialmente, se dedicó a la Asunción de María, venerada como la patrona de los tejedores de Artá. Fue construido a instancias de LLuis Despuig. Estaba casado con Maria dels Dolors Truyols. Desde la capilla se accede a la tumba de la familia Truyols Roviera. La capilla contiene imágenes del Corazón de Jesús, San Luis y San Estanislao Kotska .

#### Capilla de San Sebastián
La capilla de San Sebastián está dedicada a los trabajadores de campo Artá y se construyó a mediados del siglo XVII. En la capilla hay por lo tanto un escudo de armas de los trabajadores de campo. Una figura de San Sebastián se encuentra en la capilla y está enmarcada por los santos Cosme y Damián, dos santos médicos. Una pintura muestra a San Roche en la parte superior. En la parte inferior se representan ramas con flores, a la izquierda de las cuales San Jorge, a la derecha, San Cristóbal.

#### Capilla de San Juan Bautista
No lejos del altar mayor de la iglesia se encuentra la capilla dedicada a Juan el Bautista . El retablo está diseñado en el estilo del Renacimiento y es similar en apariencia a un libro abierto. En el medio está representado Juan el Bautista. Está flanqueado a la izquierda por Santa Isabel y a la derecha por San Zacarías. La parte superior muestra el bautismo de Jesús, mientras que la parte inferior muestra a San Nicolás. A la izquierda y la derecha de esto está la decapitación de Juan el Bautista, y en el lado derecho su nacimiento.

#### Capilla de San Miguel
La primera capilla a la izquierda del portal principal de la iglesia está dedicada a San Miguel, anteriormente el santo patrón del lugar. Se dijo que el santo había protegido la cosecha del lugar de la granizada . La capilla fue construida en la segunda mitad del siglo XVI. El altar fue construido en la Edad Media y es el más antiguo de los altares de la iglesia. En la capilla hay un 1603 creado por Jaume Blanquer, figura de San Miguel. Además, hay pinturas en la capilla de San Gabriel, San Rafael, San Vicente de Paúl, San Pablo de Nola y San Rochus.

#### Capilla de las Almas
En la capilla hay un retablo neogótico de Miquel Vadell . Fue donado por Mateu Amorós y Bàrbara Esteva. En la foto están La Sang , María y el evangelista Juan de pie al pie de la cruz. Además, los ángeles escoltan un alma al cielo.

#### Capilla de San Antonio el Ermitaño
El retablo barroco de la capilla data del siglo XVII y fue diseñado por el escultor Jaume Llull . En el centro también hay una figura del siglo XVII de San Antonio el Ermitaño. San Vicente de Paúl a la izquierda, San Isidoro a la derecha, San Marcelo a la derecha. El altar en sí fue hecho por reclusos que viven cerca de Betlem .
Una pintura en la capilla representa la tentación del santo.

#### Capilla de la Inmaculada Concepción
La capilla fue creada en el siglo XIX con motivo de la Declaración de la Inmaculada Concepción del dogma y fue construida por los artesanos de la ciudad.
En el medio del retablo hay una representación de la Inmaculada . En la parte inferior del altar figurativamente se muestra el sueño de la santa virgen. Tal vez Adria Ferran creó la figura. En la parte superior hay un 1714 creado por Bernat Marimon enrepresentación de la Asunción de María.

#### Capilla de la Cruz de San Jorge
La orden de la capilla fue iniciada en 1881 por Montserrat Blanes. La parte superior muestra a la Virgen de la Soledad. En el centro está la cruz de San Jorge, a la izquierda de Santa María Magdalena, a la derecha, Santa Gertrudis. A continuación se muestra la coronación de la Santísima Virgen representada por la Santísima Trinidad . Se cree que la obra fue creada por Adria Ferran y fue un regalo del sacerdote Miquel Ferrer Bauza .
El altar mismo fue construido por ermitaños. Además, a la izquierda y la derecha hay pinturas que representan la muerte mala y la buena.

#### Capilla del nombre de Jesús
El altar en la capilla fue construido entre 1692 y 1720 en el estilo del manierismo mallorquín y es considerado uno de los mejores ejemplos de este estilo. También hay una representación de Jesús como un niño creado por Jaume Llull . También hay otras escenas de la vida de Jesús, como la circuncisión, la resurrección, la Última Cena, el bautismo, Jesús en el templo, la adoración de los pastores, la adoración de los pastores. Santos tres reyes, así como la huida a Egipto.

### Altar mayor
El altar mayor, inaugurado en 1906, fue diseñado por Miquel Vadell en estilo neogótico y reemplazó un retablo barroco utilizado anteriormente. En medio del altar, la Transfiguración de Elías y Moisés se retrata en presencia de los apóstoles Pedro, Santiago y Juan. Arriba, Pedro está representado con la llave, arriba está Jesús en la cruz, flanqueado por María y Juan. Los laterales muestran escenas de la vida de Jesús. A la izquierda está el bautismo de Jesús y la flagelación de Jesús, a la derecha la adoración de los tres reyes santos y el jardín de Getsemaní. Debajo de todas las imágenes hay una representación de la última cena.

### Santa Cruz
En la iglesia se encuentra la Santa Cruz ( Lignum crucis ). La ornamentada cruz de plata se encuentra al pie de un cáliz gótico del siglo XIV. Incluye una pieza de la reliquia de la Santa Cruz de la Catedral de Palma. La reliquia llegó en 1512 a la iglesia parroquial de Artá. Hay seis medallones en la cruz, tres de los cuales representan el antiguo escudo de armas de Artá.

### Púlpito
El púlpito realizado con madera de caoba fue terminado en 1860 y es obra de Antoni Domingo Segovia. Cabe destacar el pasamanos de una pieza .

### Tumbas dentro de la iglesia
Inmediatamente al oeste de la Capilla del Rosal frente del altar mayor está la tumba de la familia Servera.

### Osario y coro
A la derecha de la puerta principal, entre la Capilla de San Antonio de Padua y la Capilla de Santa Lucía, una escalera conduce a habitaciones contiguas que originalmente se usaban como osario . En la sala inferior en la actualidad hay un almacén y encima hay un museo. El museo conduce a una sala de coro sobre la puerta principal. Fue construido en 1841 y está sostenido por cuatro columnas de mármol , cuyos materiales provienen de la cantera de Na Mànega .

### Sacristía
En la zona oeste, la iglesia está unida por una sección de construcción en un plano triangular donde junto a la rectoría se encuentra la sacristía, construida en el siglo XIX. Además, el edificio también alberga una sala y el archivo de la iglesia. En la zona oeste, una escalera conduce desde el exterior hasta la rectoría.

### Campanario y campanas
La torre de la iglesia de 25 metros de altura se encuentra en el extremo occidental de la nave. Se construyó en el siglo XVII. La campana más antigua que se conserva de la iglesia data de 1692. Junto a esta campana central hay una campana pequeña de 1929 y una grande de 1883. En la campana grande hay dos inscripciones: Cristus vincit Christus regnat Christus imperat. Christus defendat nos ab omni malo und Suo amantissimo in misterior Transfigurationis Patrono et Titulari huius paroeciae fidelis Populus artanensis anno Domini MDCCCLXXXIII.
En la torre hay un reloj mecánico de 1888 donado por Rafael Blanes Massanet. A finales del siglo XX, la esfera original fue reemplazada por una retroiluminada.
En la explanada pavimentada de la iglesia se encuentran las figuras de Alfa y Omega y una alegoría del Cordero de Dios para ver.